# Eckart Dux
Eckart Dux (Berlino, 19 dicembre 1926 – Sassenburg, 9 aprile 2024) è stato un attore e doppiatore tedesco.

## Biografia
Eckart Dux, figlio di un ispettore assicurativo, studiò recitazione con Else Bongers a Berlino, debuttando quindi nel 1948 al Renaissance-Theater. Successivamente lavorò in numerosi teatri di Berlino, tra cui il Tribüne, lo Schlosspark Theater, il Theater am Kurfürstendamm e altri a Monaco, Amburgo, Francoforte e Stoccarda. Ottenne numerosi ruoli nel cinema e nella televisione come attore protagonista, lavorando esclusivamente in Occidente. Uno dei suoi film più famosi fu il film fiabesco Das singende, klingende Bäumchen, prodotto dalla DEFA, in cui egli interpretò il principe.
Dal 1948 Dux si occupò anche di doppiaggio. Tra gli anni '50 e '60 fu la voce tedesca di Audie Murphy, mentre tra il 1957 e il 1991 doppiò Anthony Perkins, attore statunitense conosciuto per il ruolo di Norman Bates nel film Psycho. Dux prestò inoltre la voce a Van Johnson, nel film 23 passi dal delitto, Steve Martin in diversi film tra i quali Ho sposato un fantasma, Pazzi a Beverly Hills e Il padre della sposa, e Fred Astaire in Ti amavo senza saperlo e Sua Altezza si sposa; doppiò infine George Peppard nella serie televisiva A-Team e Jerry Stiller nella serie King of Queens. Dopo la morte di Joachim Höppner nel 2006, Dux doppiò Ian McKellen nella trilogia Lo Hobbit di Peter Jackson. Nella serie Designated Survivor prestò la voce a Geoff Pierson, per 12 episodi nel ruolo dell'ex presidente Cornelius Moss. Interpretò inoltre diversi personaggi in vari film d'animazione, tra i quali Wizzie in Baby Boss.
Eckart Dux lavorò in trasmissioni radiofoniche prodotte dall'etichetta Europa (1984-1987), tra le quali Flitze Feuerzahn e la rappresentazione radiofonica della serie di libri per bambini Meine Freunde Conni, nella quale interpretò il nonno; nel 2009 inoltre fu la voce narrante negli audiolibri di Ivar Leon Menger, Darkside Park. Fu in diversi episodi radiofonici della serie poliziesca Die drei ??? e in Ein Fall für TKKG. Negli ultimi tempi interpretò diversi ruoli in una serie horror prodotta dall'etichetta "Titania Medien".

## Vita privata
Eckart Dux fu sposato in prime nozze con l'attrice Gisela Peltzer. Visse con la sua seconda moglie Marlies Dux a Sassenburg, dove morì il 9 aprile 2024 all'età di 97 anni.

## Filmografia

### Cinema
- Die lustigen Weiber von Windsor, regia di Georg Wildhagen (1950)
- L'eredità della zia d'America (Das Haus in Montevideo), regia di Curt Goetz e Valerie von Martens (1951)
- Der bunte Traum, regia di Géza von Cziffra (1952)
- Briefträger Müller, regia di John Reinhardt e Heinz Rühmann (1953)
- Das singende, klingende Bäumchen, regia di Francesco Stefani (1957)
- Zwei Herzen im Mai, regia di Géza von Bolváry (1958)
- Wir Kellerkinder, regia di Wolfgang Bellenbaum (1960)
- Gustav Adolfs Page, regia di Rolf Hansen (1960)
- So toll wie anno dazumal, regia di Franz Marischka (1962)
- Presto... a letto! (Jack und Jenny), regia di Victor Vicas e Steve Previn (1963)
- Meine Tochter und ich, regia di Thomas Engel (1963)
- I desideri morbosi di una sedicenne (O Happy Day), regia di Zbyněk Brynych (1970)
- Das Geld liegt auf der Bank, regia di Isolde Müller-Rinker e Gerd Potyka (1990)

### Televisione
- Das Halstuch, regia di Hans Quest e Manfred Brückner - serie TV, 6 episodi (1962)
- Polizeifunk ruft, regia di Hermann Leitner, Paul Paviot e Toshihiro Jijima - serie TV, 52 episodi (1966-1970)
- Hamburg Transit, regia di Hermann Leitner e Claus Peter Witt - serie TV, 52 episodi (1970–1974)
- Butler Parker - serie TV, 26 episodi (1972–1973)
- Der Kommissar - serie TV, 97 episodi (1974)
- Tatort - serie TV, 1111 episodi (1974)
- Squadra speciale K1 (Sonderdezernat K1) - serie TV, 23 episodi (1981)
- Tatort – Tödliche Blende, regia di Horst Flick - serie TV, 183 episodi (1986)
- Der Preis der Liebe, regia di Rolf von Sydow - serie TV, 18 episodi (1997)
- 14º Distretto (Großstadtrevier) - serie TV, 422 episodi (2000)
- Rosa Roth, regia di Carlo Rola - serie TV, 31 episodi (2002)
- Adelheid und ihre Mörder - serie TV, 65 episodi (2003)
- Leo – Ein fast perfekter Typ - serie TV, 13 episodi (2007)
- Elvis und der Kommissar - serie TV, 6 episodi (2007)

## Doppiaggio

### Film
- Fred Astaire in Ti amavo senza saperlo, Sua Altezza si sposa
- Van Johnson in 23 passi dal delitto
- Steve Martin in Ho sposato un fantasma, Pazzi a Beverly Hills, Il padre della sposa
- Ian McKellen in Lo Hobbit - Un viaggio inaspettato, Lo Hobbit - La desolazione di Smaug, Lo Hobbit - La battaglia delle cinque armate

### Serie televisive
- Jerry Stiller in The King of Queens
- George Peppard in A-Team
- Geoff Pierson in Designated Survivor

### Film d'animazione
- Lucky Luke in La ballata dei Dalton (La ballade des Dalton)
- Weihnachtsmann in Weihnachtsmann & Co. KG
- Wizzie in Baby Boss

## Premi
- 2006: Synchron Zuhörerpreis Die Silhouette per il doppiaggio nella serie King of Queens
- 2008: Deutscher Preis für Synchron per il doppiaggio
- 2013: Ohrkanus-Hörbuch- und Hörspielpreis come premio alla carriera